# Habenaria linguiformis
Habenaria linguiformis är en orkidéart som beskrevs av Victor Samuel Summerhayes. Habenaria linguiformis ingår i släktet Habenaria och familjen orkidéer.
Artens utbredningsområde är Nigeria. Inga underarter finns listade i Catalogue of Life.